# Třída Kora
Třída Kora je třída korvet indického námořnictva. Primárně jsou postaveny k ničení lodí protivníka. V letech 1998–2004 vstoupily do služby čtyři jednotky, pojmenované Kora, Kirch, Kulish a Karmuk. Všechny jsou stále v aktivní službě.

## Stavba
Čtyři jednotky této třídy postavila indická loděnice Garden Reach Shipbuilders & Engineers v Kalkatě.
Jednotky třídy Kora:
| Jméno             | Založení kýlu | Spuštěna | Vstup do služby | Status  |
| ----------------- | ------------- | -------- | --------------- | ------- |
| INS Kora (T 61)   | 1990          | 1992     | 10. srpna 1998  | aktivní |
| INS Kirch (T 62)  | 1990          | 1995     | 22. ledna 2001  | aktivní |
| INS Kulish (T 63) | 1995          | 1997     | 20. srpna 2001  | aktivní |
| INS Karmuk (T 64) | 1997          | 2000     | 4. února 2004   | aktivní |

## Konstrukce

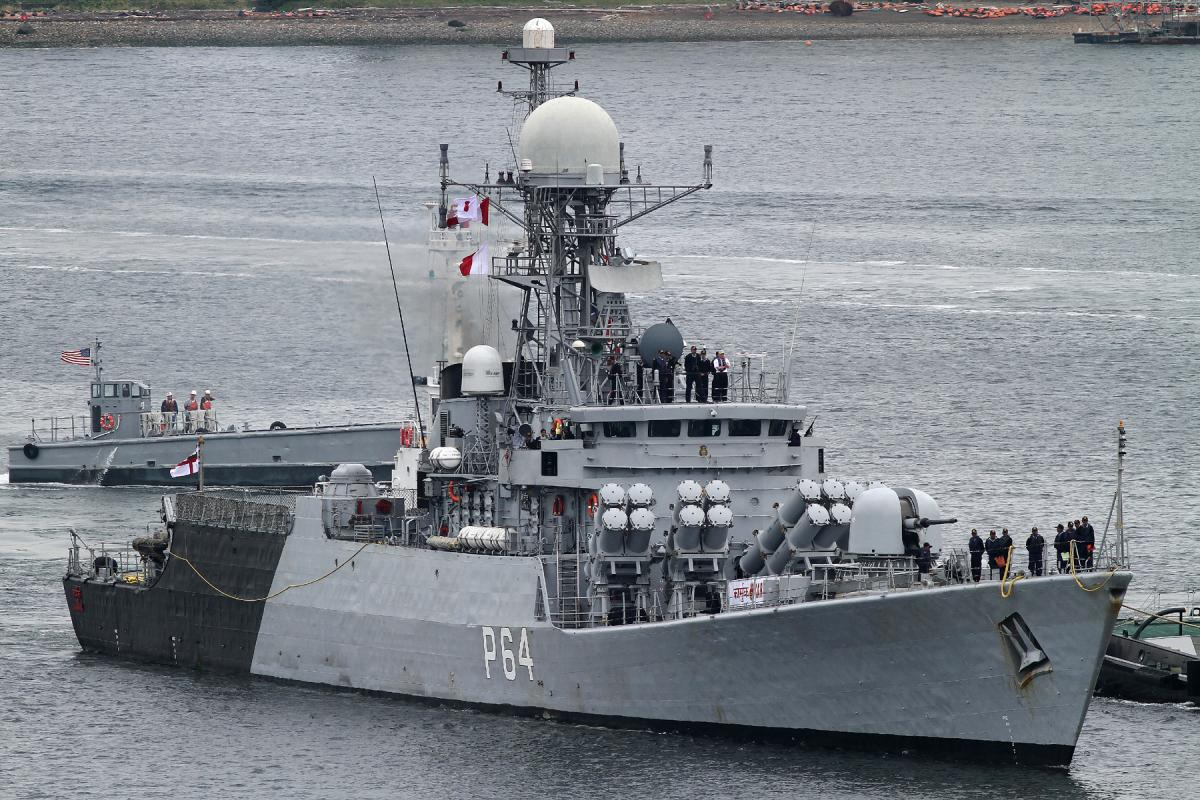
INS Karmuk (T 64)

Od předcházející třídy Khukri se liší především typem nesených protilodních střel. Ve čtyřech čtyřnásobných vypouštěcích kontejnerech nesou střely SS-N-25 (oproti čtyřem typu SS-N-2). Hlavňovou výzbroj představuje jeden 76mm kanón AK-176 v dělové věži na přídi. Blízkou obranu zajišťují dva systémy AK-630 s 30mm kanóny. Na palubě jsou též protiletadlové střely krátkého dosahu. Na zádi korvet je přistávací plošina pro jeden vrtulník. Nejvyšší rychlost dosahuje 25 uzlů.